# Hysterie

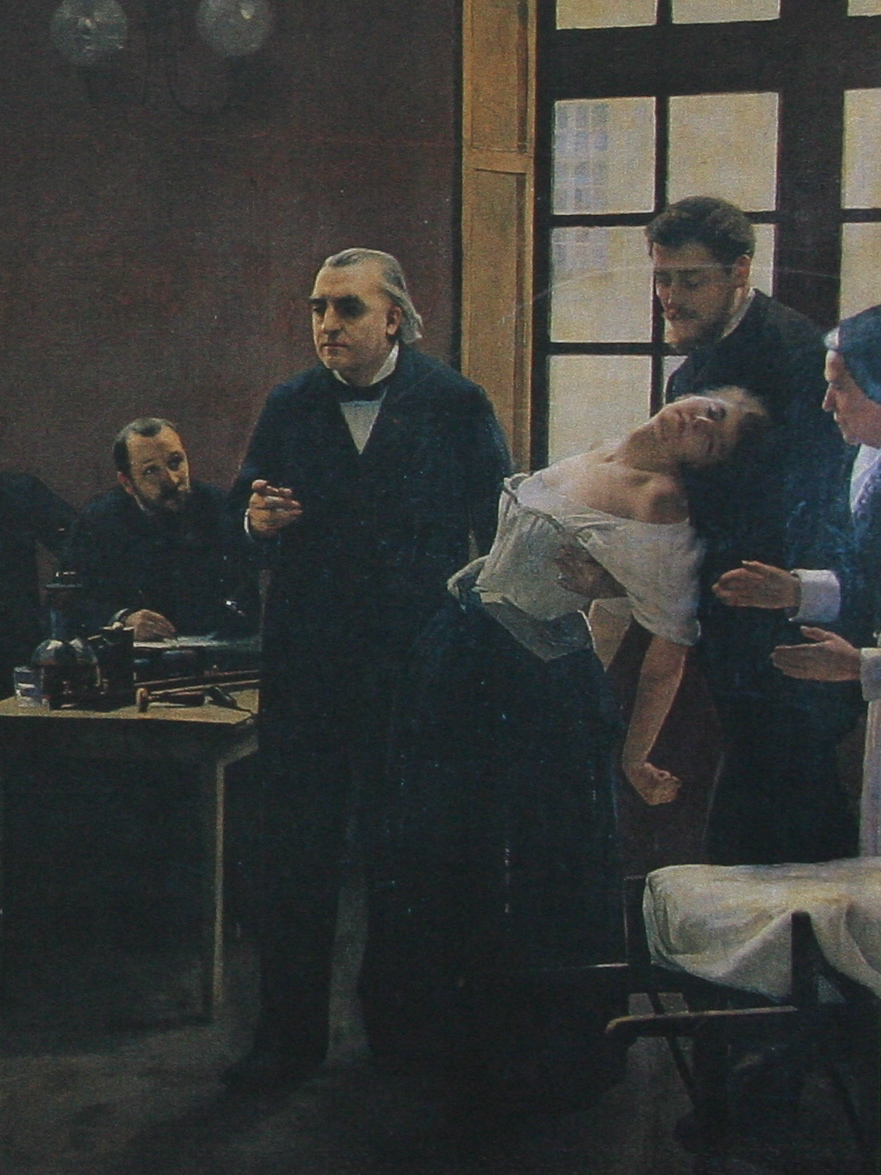
Žena s hysterií

Hysterie (ze starořeckého ὑστἐρα [hystera] – děloha) je neurotická porucha, kterou charakterizuje citová labilita a sebestřednost se sklonem k teatrálnímu chování a afektům. Jiné příbuzné pojmy jsou: konverzní porucha, konverzní hysterie, somatizační porucha nebo psychoreaktivní syndrom. Pojem „hysterie“ jako psychologický termín je dnes považován za zastaralý a nevhodný hlavně proto, že je etymologicky spjat s ženským pohlavím, a také kvůli tomu, že postupně získal pejorativní význam. V mezinárodní klasifikaci nemocí MKN-10 byl nahrazen skupinou diagnóz „disociativní (konverzní) poruchy“ (F44), resp. diagnózou „histrionská porucha osobnosti“ (F60.4).

## Historie

### Egypt
Hysterické poruchy jsou popsány v egyptských papyrech, konkrétně v Kahunském papyru (pochází z 20. století př. n. l., dochoval se ve zlomcích) a v papyru Ebersově (v podstatě učebnice lékařství ze 16. století př. n. l.). V tehdejším lékařství převažoval názor, že příčinou morbidních duševních stavů u žen jsou posuny dělohy v těle. Lékař se pak snažil dosáhnout návratu dělohy do původní polohy, a to nepřímým působením, hlavně vykuřováním a inhalacemi. Užití symbolů boha Thovta při léčbě svědčí o sepětí lékařské a náboženské praxe: v různých částech Egypta byly nalezeny voskové sochy zobrazující ibise, ptáka zasvěceného Thovtovi, které se používaly jako votivní sošky nebo ke vkládání do tělních dutin.

### Řecko
Hippokratova pojednání o ženských chorobách v mnohém připomínají popisy z egyptských papyrů. Dýchací obtíže, dušení nebo záchvaty u žen se vysvětlují polohou dělohy, nepřímo sexuální abstinencí. Věřilo se, že děloha může negativně ovlivnit srdce nebo v obzvlášť závažných případech i mozek. Lékař musí nejprve pochopit postavení dělohy a pak aplikovat libovonné nebo páchnoucí výpary na spodní část břicha a hlavu pacienta. Ale za nejlepší lék byl považován vstup do manželství. Platón v dialogu Timaios říká: „děloha, poněvadž to jest živý tvor žádostivý plození, kdykoli zůstává dlouho bez plodu (…) bloudě všudy po těle, ucpává průchody dechu a překáží dýchání“. Také Aretaios z Kappadokie (1. století n. l.) pokládal dělohu za jakéhosi samostatného tvora („živoucí věc uvnitř živoucí věci“).

### Řím
Aulus Cornelius Celsus už vysvětluje hysterii nikoli putováním dělohy, ale jako důsledek patologického působení mezi vnitřními orgány. Galén pak jednoznačně odmítá myšlenku putování dělohy. Vychází z dobové teorie čtyř tělesných šťáv a zdůrazňuje úzký vzájemný vztah mezi myslí a tělem: příčinou poruchy je retence sekretu v děloze, což kazí krev a nevyhnutelně vede k podráždění nervů. Galén jako první z lékařů uznával i mužskou formu hysterie, plynoucí ze zadržování spermatu. „Zcela zpozdilým musíme shledat názor, přetvářející dělohu do jakéhosi zvířete.“ „Hysterická vášeň, toť jeden název, avšak její podoby jsou mnohé a nespočitatelné.“

### Středověk a počátek novověku
Tomáš Akvinský rozděluje psychopatologické jevy podle původu na přirozené (hysterii zde neuvádí) a nepřirozené. Hysterie mohla snadno být ztotožněna s démonickými projevy a ženy běžně obviňovány z čarodějnictví. Lékař, alchymista a astrolog Arnald z Villanovy ve své době jako jeden z mála zastával přirozený původ mnohých onemocnění, u nichž tou dobou převládal názor, že jde o projevy posedlosti ďáblem.
Teprve Paracelsus (1493–1541) zařazuje hysterii mezi duševní nemoci. V pojednání O nemocech rozrušujících rozum odmítá myšlenku, že nemoci způsobuje ďábel, a rozvíjí komplikované iatrochemické vysvětlení nemoci: děloha, není-li vyživována, „ztrácí svou pravou podstatu a chladne“ a tělo postupně zachvacují násilné křeče. Navíc se v děloze tvoří kyselina a z ní povstávají páry a výpary, které otravují všechny ostatní orgány. Zajímavé je, že Paracelsus byl první, kdo se zabýval také nevědomou (imaginativní) složkou hysterie.
Ambroise Paré je připomínán především jako chirurg; v chápání hysterie se vracel k Hippokratově a Galenově humorální teorii. Domníval se, že převaha žluči v těle vede k nemoci zvané furor uterinus. Dochází k zaškrcení dělohy a nemoc se přenáší do dalších orgánů. Parého metody léčení byly svérázné: pacientku položil na záda, nahlas křičel její jméno a přitom ji silně tahal za ochlupení. Vykuřoval také dělohu pomocí speciálního pesaru zasunutého do vaginy.
Skotský lékař Robert Whytt (1714–1766) položil základy vědecké neurologie. V pojednání On Nervous, Hypochondriac, or Hysteric Diseases, to which are prefixed some Remarks on the Sympathy of the Nerves odmítal tehdejší převládající představu „animálních duchů“ a nervové obtíže definoval jako choroby způsobené „neobvyklou jemností a nepřirozenou citlivostí“ nervů. Jako léčbu doporučoval dietu, cvičení a rozptýlení, a pro utlumení nadměrné vzrušivosti opium.
Philippe Pinel je považován za zakladatele novodobé ústavní psychiatrie. Uplatňoval tzv. morální léčbu: na choromyslného nazíral jako na dítě, které je třeba přimět k tomu, aby si osvojilo požadováné chování. Ve své Nosographii (Nosographie philosophique ou méthode de l'analyse appliquée à la médecine) rozdělil nemoci mysli a těla do pěti tříd: horečky, záněty, krvácivé poruchy, organické léze a neurózy. Hysterii kategorizoval jako „ženskou genitální neurózu“. Podle Pinela lze vést mezi mužskými a ženskými neurózami paralelu, neboť příznaky, jako jsou sterilita, frigidita a nymfomanie (u mužů satyriasis), lze pozorovat u obou pohlaví.

### Jean-Martin Charcot
Jean-Martin Charcot ve svých 37 letech nastoupil do Hôpital de la Salpêtrière v Paříži, kde byly stovky pacientů trpících duševní nemocí. Poté, co vedení ústavu sloučilo oddělení pacientů s epilepsií a hysterií do jedné části s názvem „Quartier des simples epileptiques“, se během několika dní u hysterických pacientů objevil výrazný nárůst epileptických epizod. Charcot zavedl novou kompromisní diagnózu „hysteroepilepsie“ (později ji opustil). Postupně na základě systematického klinického pozorování stanovil obecné rysy hysterických projevů a rozlišil velké a malé hysterické záchvaty („hysteria maior“ a „hysteria minor“; symptomy „hysteria minor“ jsou znecitlivění kůže, zúžení zorného pole a hemianestézie). Charcot odmítal chápání hysterie coby poruchy typicky ženské a zdůrazňoval, že nemá nic společného s dělohou.
Charcotův věhlas začal poněkud upadat po zveřejnění jeho studií o hypnóze. Charcotův zájem o hypnózu byl motivován hledáním nových diagnostických metod. Studie, které prováděl na Salpêtrière se svými asistenty, nejprve přinášely senzační výsledky. Avšak Hippolyte Bernheim, profesor na univerzitě v Nancy, Charcotovy teorie odmítal. Později se objevila i podezření, že Charcotovi asistenti instruovali pacienty, aby hysterické reakce předstírali.

### Počátky psychoanalýzy
Sigmund Freud spolu s vídeňským internistou Josefem Breuerem pracoval na případu Anny O., jednom z nejslavnějších případů hysterie. Anna O. měla řadu projevů od různých křečí až po halucinace. V hypnóze dokázala mluvit o zážitcích, o kterých v bdělém stavu mluvit nedokázala, což jí přineslo značnou úlevu. Příčinou jejích potíží byl komplikovaný vztah s otcem. Její úleva však netrvala dlouho, protože osobu svého otce nahradila doktorem Breuerem, k němuž si vytvořila silné pouto, které zmařilo další léčbu. Podle Freuda byla příčinou fyzických příznaků potlačená traumata z dětství či z manželské ložnice.
Freuda zaujaly Charcotovy práce o hysterii a na jejich základě dospěl k přesvědčení, že hysterické příznaky vznikají tehdy, když traumatická zkušenost vede nevědomě ke vzniku tělesných symptomů. Freud od hypnoterapie nakonec přešel k metodě rekonstrukce potlačených vzpomínek prostřednictvím jejich výkladu a volných asociací.

### Zlatý věk hysterie
Za jakýsi „zlatý věk“ hysterie je možno označit 19. století. Hysterie byla předmětem zájmu celé řady profesionálů v Evropě i ve Spojených státech. Ženská hysterie byla v tomto období popisována širokým a neuzavřeným souborem symptomů. Patřily mezi ně např. úzkost, zhoršené dýchání, omdlévání, nervozita, zvýšená sexuální touha, nespavost, zadržování tekutin, žaludeční obtíže, podrážděnost, ztráta chuti na jídlo nebo sex, obscénní chování a tendence působit problémy. Mezi odborníky nepanovala shoda na tom, jaké symptomy do diagnózy spadají. Hysterie se tak uplatnila i jako diagnóza, která se stanovila, pokud nebylo možno stanovit jinou diagnózu. Medicína v 19. století pracovala s ženskou sexualitou a reprodukčním ústrojí jako s faktory, které výrazně ovlivňují fyzické i psychické zdraví žen. Ženy tak byly často chápány jako snadno ovlivnitelné a nemorální, kdy celé jejich fungování je značně ovlivňováno reprodukcí. Např. v Anglii ve viktoriánském období, kdy byla ženská sexualita sešněrována přísnou morálkou, mohly být ženy, které se nepodvolily tehdejšími konvencemi stanovené roli matky a manželky, internovány v psychiatrické léčebně jako šílené. Za duševně narušené byly považovány i ženy, které narušovaly společenský řád, například sufražetky – bojovnice za práva žen.

### Ústup ze scény
Počátkem 20. století počet případů hysterie v Evropě a Severní Americe výrazně klesl; jako příčina se někdy udává společenská emancipace od represivní viktoriánské kultury, vyšší „psychologická gramotnost“ a lepší porozumění neurologickým onemocněním. Jiní autoři se domnívají, že příčinou jsou vedle lepších vyšetřovacích metod také proměna obsahu pojmu a jeho místa v klasifikačních systémech, nebo rozchod neurologického a psychiatrického přístupu, a z toho plynoucí ztráta vědeckého zájmu o hysterii (která se ocitla v „zemi nikoho“).

## V kultuře
V kultuře lze najít knihy či filmy, v níž figuruje diagnóza hysterie. Spisovatelka Charlotte Perkins Gilman napsala knihu Žlutá tapeta (v originále The Yellow Wallpaper, v českém překladu vyšla ve sborníku amerických povídek Komu se to dostane do rukou), která pojednává o neúspěchu klidového režimu, který měl být léčebným prostředkem hysterie. Kniha byla autobiografickým vzkazem lékaři S. Weir Mitchellovi, kterému chtěla spisovatelka ukázat, jaký může mít tato léčebná metoda vliv na zdraví pacientky. V knize sugestivně popisuje nesouhlas s klidovým režimem a přesvědčení, že by jejímu stavu lépe prospěla aktivní činnost, ale vyjadřuje zde i pocit bezmoci a odevzdání napospas manželovi, který je současně psychiatr.
Odlehčeně o tématu ženské hysterie a vynálezu vibrátoru pojednává komediální film Vrtěti ženou (2011) režisérky Tanyi Wexler. Ve filmu je ukázána metoda léčby hysterie pomocí stimulace pohlavních orgánů pacientky, ke kterémuž účelu začaly koncem 19. století vznikat první elektrické vibrátory.